# Карлајл
Карлајл (енгл. Carlisle) је град у Уједињеном Краљевству у Енглеској. Према процени из 2007. у граду је живело 72.882 становника.

## Становништво
Према процени, у граду је 2008. живело 72.882 становника.
| 1981.  | 1991.  | 2001.  |
| ------ | ------ | ------ |
| 72.206 | 72.439 | 71.773 |

## Партнерски градови
- Флензбург
- Слупск